# Siergiej Kazakow (bokser)
Siergiej Kazakow, ros. Сергей Николаевич Казаков (ur. 8 lipca 1976 w Dimitrowgradzie) – rosyjski bokser kategorii papierowej. 

## Sukcesy sportowe
- brązowy medalista letnich igrzysk olimpijskich (Ateny 2004)
- mistrz świata (2003)
- trzykrotny mistrz Europy (1998, 2002, 2004)
- sześciokrotny mistrz Rosji (1996, 1998, 1999, 2001, 2002, 2003)